# Arnaud Cathrine

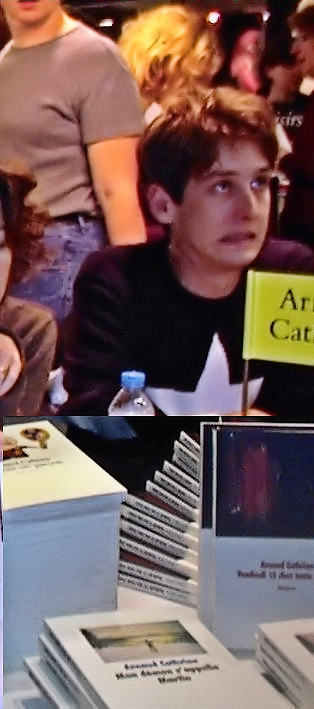
Arnaud Cathrine, 2001

Arnaud Cathrine (* 29. Dezember 1973 in Cosne-Cours-sur-Loire, Nièvre, Frankreich) ist ein französischer Schriftsteller.

## Leben
Arnaud Cathrine studierte Moderne Literatur und Englisch in Paris. Nachdem er bereits als 15-Jähriger angefangen hatte zu schreiben, veröffentlichte er im Alter von 25 Jahren mit Les Yeux secs seinen ersten Roman. Seitdem schrieb er unter anderem für Florent Marchet und Joseph d’Anvers Chansons und adaptierte gemeinsam mit Éric Caravaca seinen eigenen Roman Die Straße nach Midland zum Drehbuch von Hotel Marysol. Er war auch Kolumnist beim französischen Kultursender France Culture und Mitglied der Kommission Centre national de la cinématographie.

## Werke

### Kinder- und Jugendliteratur
- 2000: Mon démon s’appelle Martin, L’École des loisirs, coll. Médium
- 2001: Je suis un garçon, L’École des loisirs, coll. Neuf
- 2001: Vendredi 13 chez tante Jeanne, L’École des loisirs, coll. Médium
- 2002: Les Choses impossibles, L’École des loisirs, coll. Médium
- 2004: Faits d’hiver, L’École des loisirs, coll. Médium
- 2006: Pas de printemps pour Charlie, nouvelle in recueil La cinquième saison, L’École des loisirs, coll. Médium
- 2006: Je suis la honte de la famille, L’École des loisirs, coll. Neuf
- 2006: Nous ne grandirons pas ensemble, L’École des loisirs, coll. Neuf
- 2006: La Vie peut-être, L’École des loisirs, coll. Médium
- 2007: Edvard Munch - L’enfant terrible de la peinture, L’École des loisirs, coll. Belles vies
- 2008: Moi je, L’École des loisirs, coll. Médium
- 2020: Romance, Robert Laffont, coll. R.